# Chrysocolletes moretonianus
Chrysocolletes moretonianus är en biart som först beskrevs av Cockerell 1905.  Chrysocolletes moretonianus ingår i släktet Chrysocolletes och familjen korttungebin. Inga underarter finns listade i Catalogue of Life.

## Bildgalleri

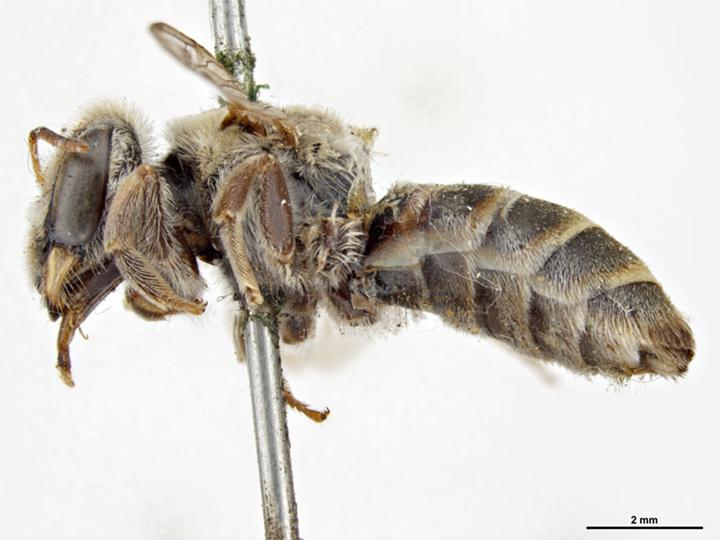
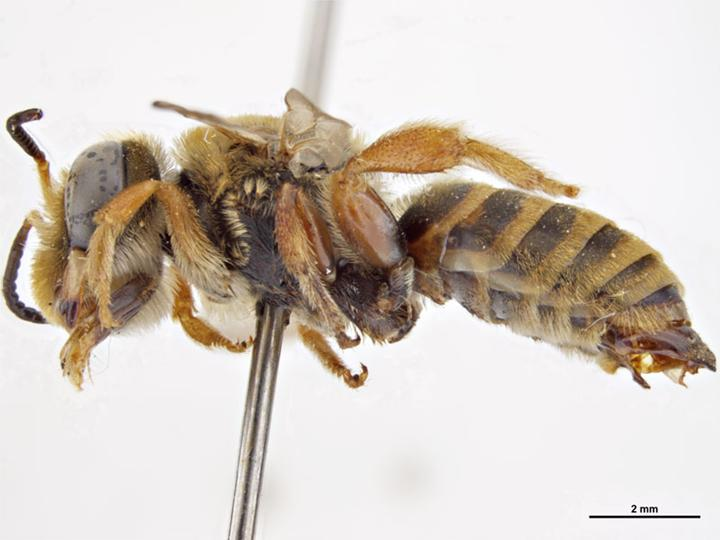